# Thomas Andrews (Politiker)

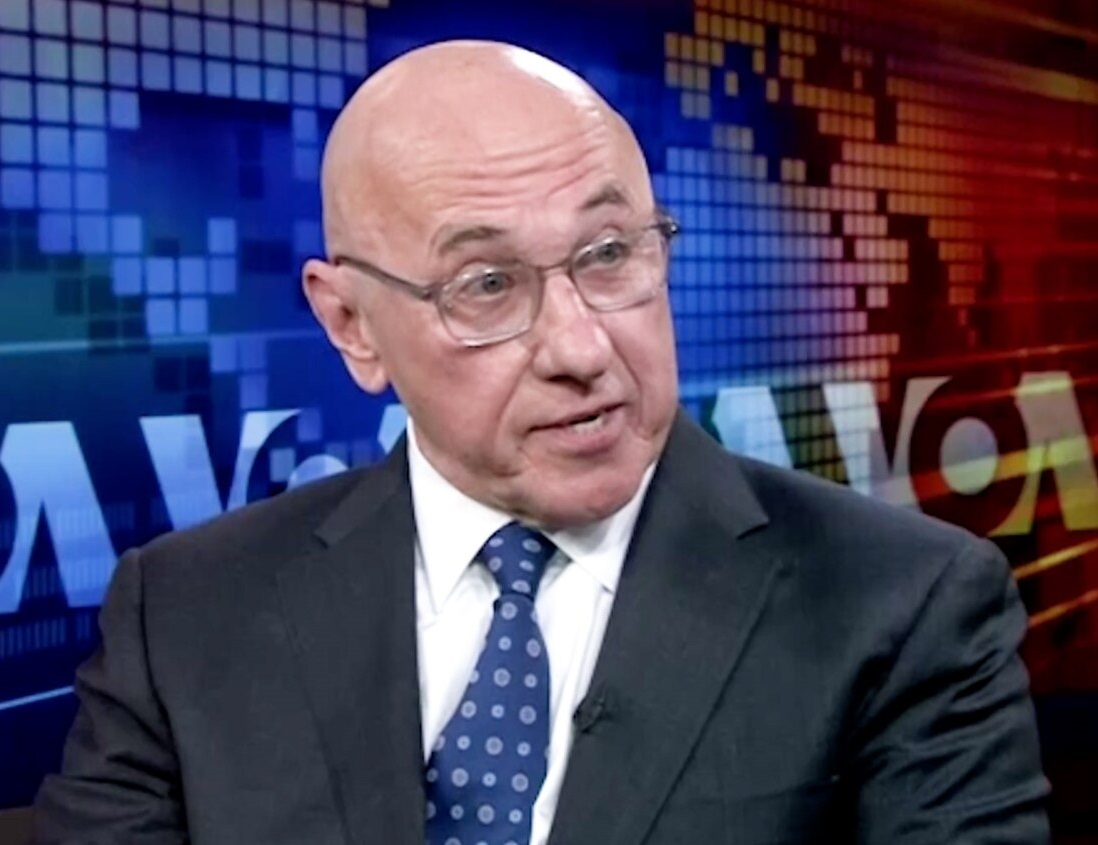
Thomas Andrews (2024)

Thomas Hiram Andrews  (* 22. März 1953 in Brockton, Massachusetts) ist ein US-amerikanischer Politiker der Demokratischen Partei.
Thomas Andrews machte 1971 seinen Abschluss an der Oliver Ames High School in North Easton. Danach setzte er seine Ausbildung am Bowdoin College in Brunswick (Maine) fort und erlangte dort 1976 den Bachelor of Arts. In der Folge arbeitete er als Direktor beim staatlichen Behindertenverband (Maine Association of Handicapped Persons).
Von 1983 bis 1985 war Andrews Abgeordneter im Repräsentantenhaus von Maine, danach gehörte er zwischen 1985 und 1990 dem Senat von Maine an. Andrews wurde 1990 als Demokrat in den 102. Kongress gewählt, wobei er sich gegen David F. Emery durchsetzte, und vertrat dort im US-Repräsentantenhaus den Bundesstaat Maine vom 3. Januar 1991 bis zum 3. Januar 1995. 1994 kandidierte er nicht mehr zur Wahl in das US-Repräsentantenhaus, sondern versuchte als Nachfolger von George J. Mitchell in den Senat der Vereinigten Staaten gewählt zu werden; er unterlag aber der Republikanerin Olympia Snowe deutlich. Sie erhielt 60,2 Prozent der Stimmen, Andrews kam lediglich auf 36,4 Prozent.
2020 wurde Andrews vom UN-Menschenrechtsrat zum UN-Sonderberichterstatter für Myanmar ernannt.